# Burmannia championii
Burmannia championii là một loài thực vật có hoa trong họ Burmanniaceae. Loài này được Thwaites mô tả khoa học đầu tiên năm 1864.